# Länsväg 230
De Zweedse weg 230 (Zweeds: Länsväg 230) is een provinciale weg in de provincie Södermanlands län in Zweden en is circa 28 kilometer lang.

## Plaatsen langs de weg
- Eskilstuna
- Skogstorp

## Knooppunten
- E20 bij Eskilstuna (begin)
- Länsväg 214 bij Skogstorp
- Riksväg 56 9einde)